# 永援圣母圣殿 (布宜诺斯艾利斯)
永援圣母圣殿（Basílica de Nuestra Señora del Socorro）是一座罗马天主教宗座圣殿，位于布宜诺斯艾利斯市雷蒂罗区。供奉永援圣母。这座教堂建于18世纪。它建于19世纪，采用新古典主义风格。

## 历史
1750年，西班牙人亚历杭德罗·德尔瓦莱（Alejandro del Valle）捐赠了一块城墙外的土地用于建造这座教堂，条件是供奉永援圣母。1769年，随着布宜诺斯艾利斯人口的增加，永援圣母堂成立副堂区。1783年成立堂区。1898年，教宗庇护九世将该堂升格为一座宗座圣殿。

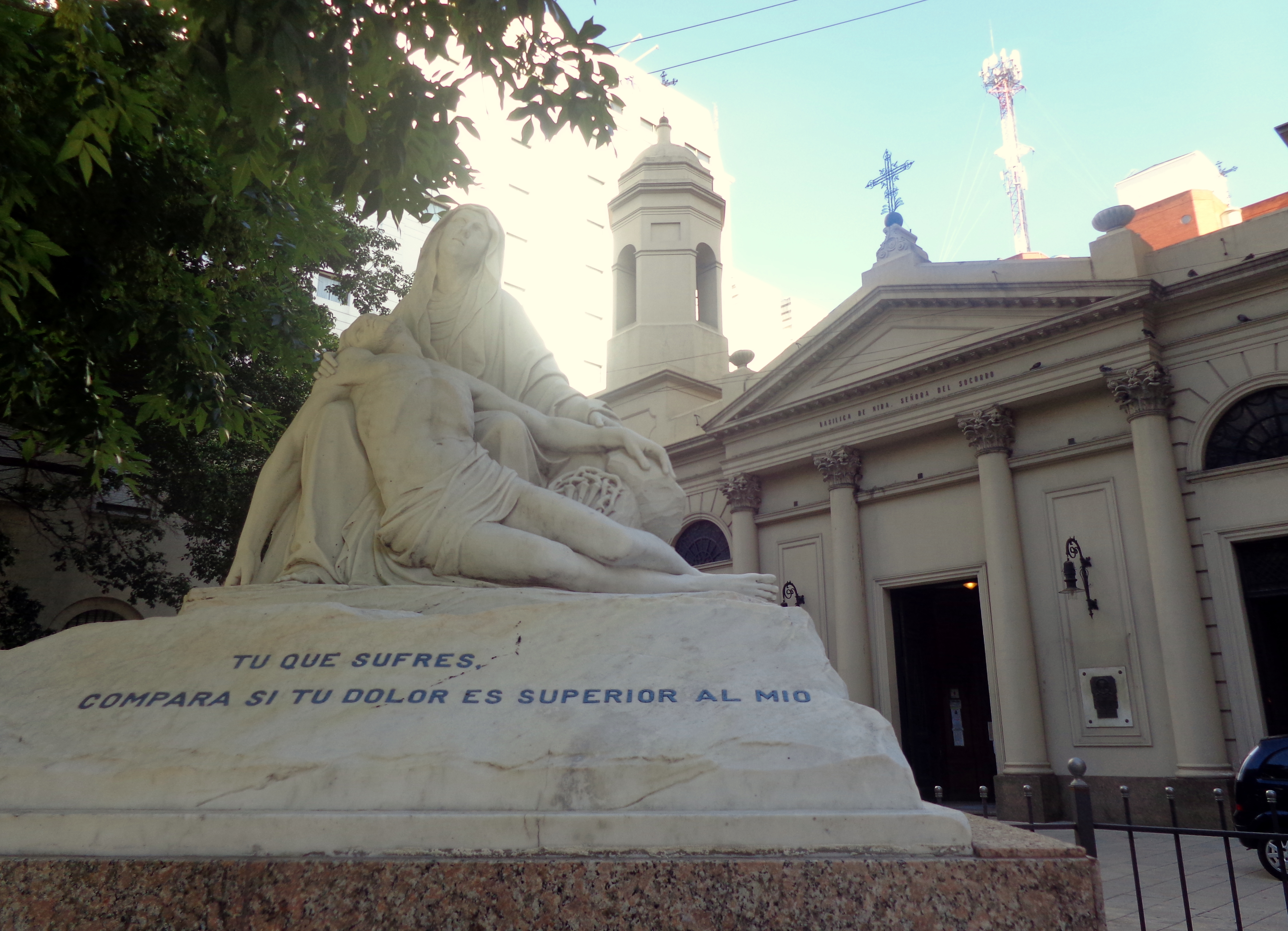

## 建筑
该堂为三通廊式，立面有两座钟楼，青铜大门前方设门廊。中殿设筒形穹顶，坐落在巨大的方柱上。

## 艺术品
教堂内拥有许多装饰华丽的祭坛。正祭台采用新巴洛克风格，供奉圣母，两侧为圣若瑟和圣罗格。左右两侧还有众多华丽的侧祭台。